# Juan Manuel Ortiz de Rosas
Juan Manuel León Ortiz de Rozas (Buenos Aires, 1839 - 1 de septiembre de 1913) fue un político argentino. Era nieto del famoso gobernador bonaerense Juan Manuel de Rosas (1829-1832, 1835-1852) y fue él también Gobernador de Buenos Aires por unos meses durante el año 1913.

## Biografía
Juan Manuel León Ortiz de Rozas era hijo de Mercedes Fuentes y de Juan B. de Rosas Ezcurra, cuyo padre era Juan Manuel de Rosas. En su juventud trabajó como diplomático representante argentino en Montevideo. En 1862 regresó a la Argentina y se afilió al Partido Autonomista, conducido por Adolfo Alsina. Combatió en la Guerra de la Triple Alianza (1865 - 1870), donde sufrió importantes heridas.
Una vez finalizada la guerra se mudó a Morón, donde ejerció cargos administrativos. En 1876 fue elegido diputado de la Provincia de Buenos Aires y, en 1878, senador provincial. Fue luego director general de Escuelas de la provincia y, en 1888 convencional constituyente provincial. En 1891 fue designado ministro de Hacienda provincial y más tarde presidió el Banco de la Provincia de Buenos Aires.
En 1898 fue convencional constituyente para la reforma de la Constitución Nacional realizada dicho año. Durante el gobierno bonaerense de Marcelino Ugarte (1902 - 1906) fue nuevamente ministro de Hacienda provincial. Luego pasa por varios años de inactividad política hasta llegar al cargo de gobernador.

### Elección como gobernador
El general José Inocencio Arias había sido elegido gobernador de la provincia de Buenos Aires para el período 1910 - 1914, pero murió en 1912, sucediéndolo el entonces vicegobernador, Ezequiel de la Serna, que también murió en el cargo, el 15 de junio de 1913. El entonces presidente del Senado provincial, Eduardo Arana, que se hizo cargo de la gobernación por unos días, convocó elecciones para consagrar una fórmula que acabase el período que le correspondía originalmente al difunto Arias, es decir, para que gobernase hasta mayo de 1914.
A dichas elecciones solo se presentó el PAN, consagrándose así automáticamente la fórmula J. M. Ortiz de Rozas - Luis García, que tomó el poder en julio de 1913. 
Ortiz de Rozas falleció imprevistamente el 1 de septiembre de 1913, sucediéndolo así Luis García en el cargo de gobernador.